# Cemitério militar turco

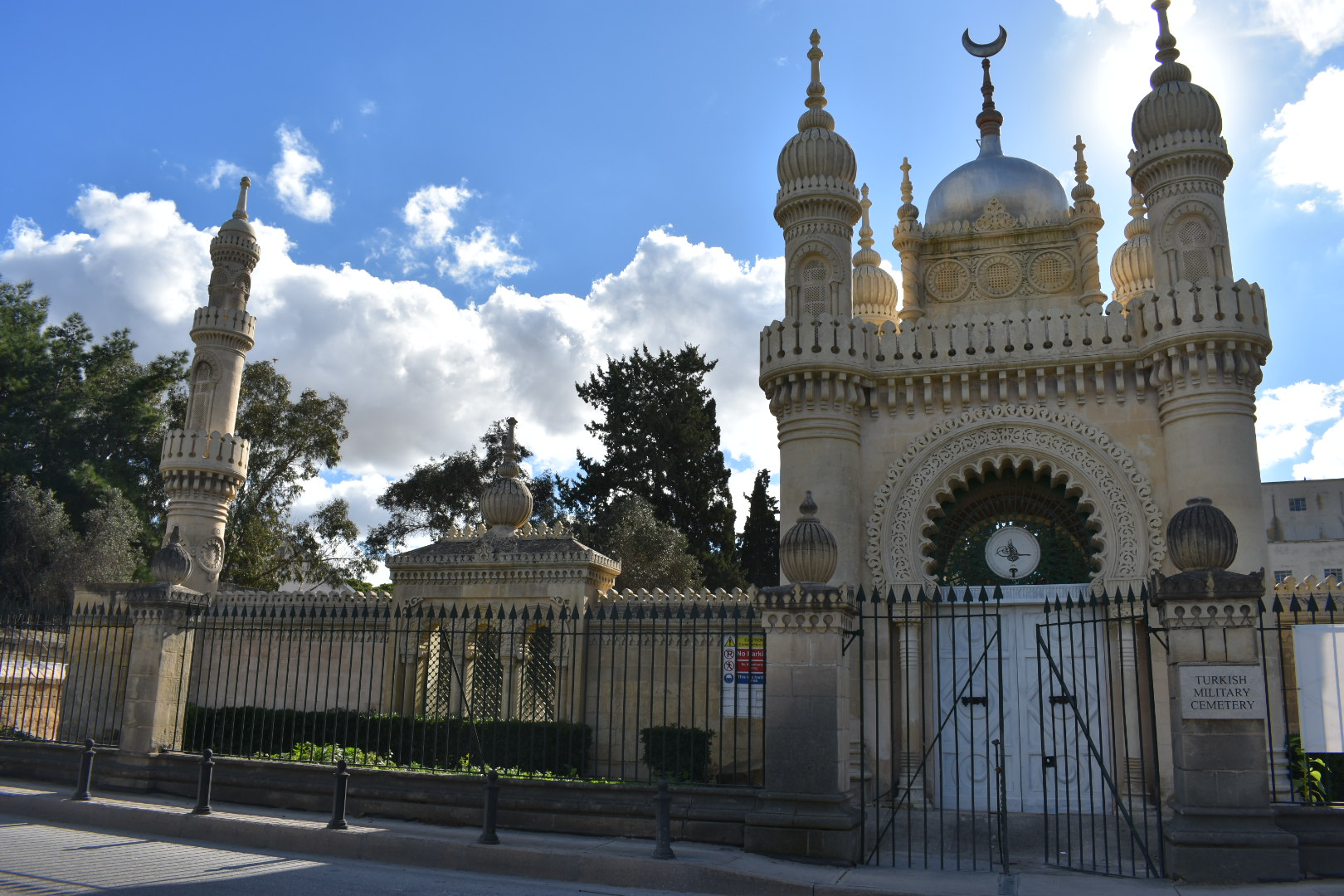
Cemitério militar turco

O Cemitério Militar Turco (em maltês: Iċ-Ċimiterju tat-Torok ; Turco: Türk Şehitliği ), também conhecido como o Cemitério Militar Otomano (em turco: Osmanli Şehitliği ), é um cemitério em Marsa, Malta. Encomendado pelo sultão otomano Abdülaziz para substituir um antigo cemitério muçulmano, foi construído entre 1873 e 1874. O cemitério foi projetado pelo arquiteto maltês Emanuele Luigi Galizia. É mantido pelo governo turco. Originalmente, o cemitério era referido como o Cemitério de Mahomedan, mas é conhecido como Cemitério dos Mártires na Turquia, como em uma pintura histórica. 

## História
Vários cemitérios muçulmanos foram localizados em diversos locais ao redor de Marsa desde o século XVI. Um cemitério em il-Menqa continha as sepulturas de soldados otomanos mortos no Grande Cerco de Malta de 1565, bem como os escravos muçulmanos que morreram em Malta. Este cemitério foi substituído por outro perto de Spencer Hill em 1675, após a construção das Linhas de Floriana. Acredita-se que os restos humanos originários de um desses cemitérios foram descobertos durante obras rodoviárias em 2012. O cemitério do século XVII teve de ser realocado em 1865 para dar lugar a obras rodoviárias planejadas, com uma lápide datada de 1817 sendo consideravelmente conservada no Museu Nacional de Arqueologia de Valletta.
Um pedaço de terra na área Ta 'Sammat de Marsa foi escolhido como o novo local em 1871. O novo cemitério foi encomendado pelo sultão otomano Abdülaziz, e foi construído entre 1873 e 1874.A construção levou mais de seis meses para ser concluída. Foi projetado pelo arquiteto maltês Emanuele Luigi Galizia, que projetou muitos outros edifícios em uma variedade de estilos contrastantes, incluindo o denominado Cemitério Ta 'Braxia e o Cemitério Católico de Addolorata. O design do projeto era único na arquitetura maltesa naquele ponto. Galizia foi premiado com a Ordem da Medjidie pelo sultão otomano para projetar o cemitério turco, e, portanto, foi feito um cavaleiro dessa ordem. No final do século 19, o cemitério tornou-se um marco por conta própria, devido à sua arquitetura pitoresca. Na virada do século XX, tornou-se uma obrigação obter uma permissão do Departamento de Saúde para cada sepultamento dentro do cemitério para fins sanitários. 
Devido à ausência de uma mesquita na época, uma estrutura projetada propositadamente foi usada como uma mesquita. Geralmente era usado para orações de sexta-feira até a construção de uma mesquita em Paola. A pequena mesquita no cemitério foi planejada para ser usada para orações durante uma cerimônia ocasional de sepultamento, [21] mas o prédio e o pátio do cemitério foram frequentemente usados como o único local público de oração para os muçulmanos até o início dos anos 1970. Um cemitério judeu foi construído diretamente adjacente ao cemitério turco em 1879. Ele foi projetado pelo arquiteto inglês Webster Paulson em estilo neoclássico. Tenente-Governador Sir Harry Luke, talvez inconsciente de que os turcos não são árabes, afirmou mais tarde que a área "é o único lugar no mundo onde árabes e judeus estão pacificamente juntos".
Durante a Primeira Guerra Mundial, alguns prisioneiros de guerra turcos que morreram em Malta foram enterrados dentro do cemitério. O cemitério foi restaurado de março de 1919 a outubro de 1920, período em que também foi renovado com a adição de um monumento comemorativo aos prisioneiros de guerra da Primeira Guerra Mundial que morreram em Malta e a construção de uma fonte proeminente. O projeto foi executado pelo Oficial Otomano Kuşcubaşı Eşref Bey. O cemitério também contém os túmulos de alguns soldados muçulmanos dos países da Commonwealth (sete da Primeira Guerra Mundial e quatro da Segunda Guerra Mundial), além de quinze soldados franceses. A Commonwealth e as sepulturas de guerra francesas são cuidadas pela Comissão de Sepulturas de Guerra da Commonwealth . 